# 鳥羽市
鳥羽市（日语：／ Toba shi */?）是位於日本三重縣志摩半島東北部的城市。
其海岸線為沉水海岸，豐富的景觀讓全市被劃入伊勢志摩國立公園內。
也由於沉水海岸，養殖珍珠、牡蠣、日本龍蝦、鮑魚、紫菜都成為本地的特產。而豐富的貝類也讓本地自古即有海人的職業專門潛入海中以人工方式取得各種魚貨，「鳥羽・志摩的海女漁技術」也已經被國家列入無形民俗文化財。

## 人口
| 鳥羽市人口分布圖 |                                               |  |
| 鳥羽市與日本全國年齡別人口分布比較圖 （2005年資料） | 鳥羽市的年齡、男女別人口分布圖 （2005年資料） |  |
| ■紫色是鳥羽市 ■綠色是全国 | ■藍色是男性 ■紅色是女性                       |  |
| 鳥羽市人口變化 \| 1970年 \| 29,462人 \| \| \| 1975年 \| 29,346人 \| \| \| 1980年 \| 28,812人 \| \| \| 1985年 \| 28,363人 \| \| \| 1990年 \| 27,320人 \| \| \| 1995年 \| 26,806人 \| \| \| 2000年 \| 24,945人 \| \| \| 2005年 \| 23,067人 \| \| \| 2010年 \| 21,435人 \| \| \| 2015年 \| 19,448人 \| \| \| 2020年 \| 17,525人 \| \| |                                               |  |
| 資料來源：日本總務省統計中心提供之人口普查數據 |                                               |  |
| 1970年 | 29,462人                                      |  |
| 1975年 | 29,346人                                      |  |
| 1980年 | 28,812人                                      |  |
| 1985年 | 28,363人                                      |  |
| 1990年 | 27,320人                                      |  |
| 1995年 | 26,806人                                      |  |
| 2000年 | 24,945人                                      |  |
| 2005年 | 23,067人                                      |  |
| 2010年 | 21,435人                                      |  |
| 2015年 | 19,448人                                      |  |
| 2020年 | 17,525人                                      |  |

## 歷史

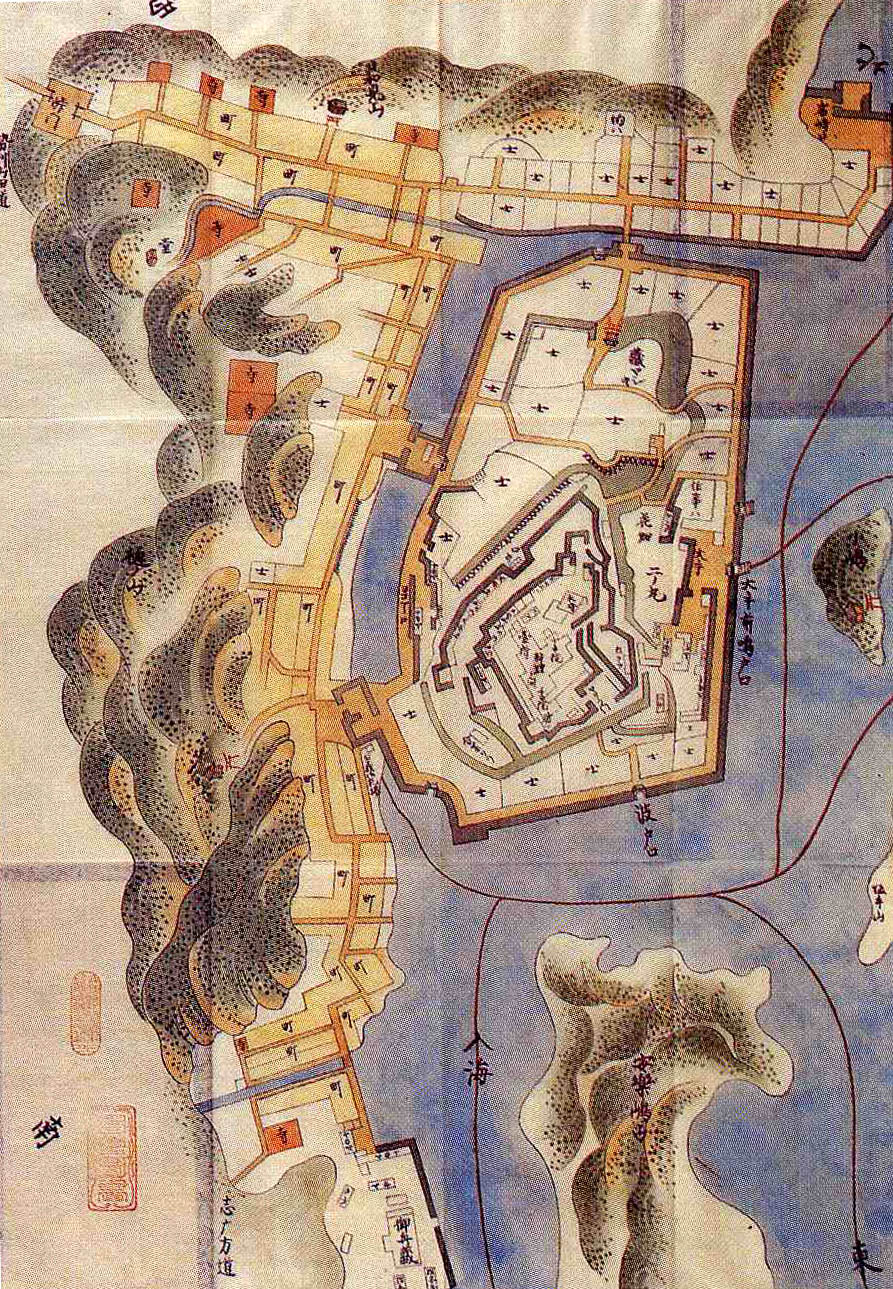
鳥羽城古繪圖

過去在令制國時代屬於志摩國答志郡，過去曾本地被稱為「泊浦」，當時即因適合作為漁港擁有豐富魚獲而在伊勢神宮內宮的支配下，被稱為「泊浦御厨」。
在14世紀後，成為眾多海盜的根據地，16世紀後織田信長控制伊勢國後，派遣同是志摩國出身的九鬼嘉隆征服此地，並成為志摩國的領主，興建鳥羽城，九鬼嘉隆之子九鬼守隆在江戶時代後也在此設立鳥羽藩，不過在1632年九鬼守隆過世後由於家族內發生繼承問題，九鬼氏遭改封至其他地方，此後的一百年內，本地先後由內藤氏、土井氏、大給松平家、板倉氏、戶田氏入主；直到1725年稻垣昭賢被封至此地後，才由稻垣氏治理到江戶時代結束。
19世紀末明治維新後，在1871年實施廢藩置縣改隸屬鳥羽縣，但1872年的第一次府縣整併中被併入度會縣，1876年的第二次府縣整併後再隨著度會縣一同被併入三重縣。
1889年日本實施町村制，現在的志摩市轄區在當時分屬鳥羽町、答志村、神島村、坂手村、加茂村、鏡浦村、長岡村共七個行政區劃，其中答志村在1897年又被拆分出菅島村和桃取村，坂手村則在1942年先併入鳥羽町；1954年這八個行政區劃合併為現在的鳥羽市。

### 變遷表
| 1897年4月1日 | 1897年 - 1912年            | 1912年 - 1944年          | 1945年 - 1954年            | 1955年 - 1989年            | 1989年 - 現在              | 現在                       |
| ------------ | -------------------------- | ------------------------ | -------------------------- | -------------------------- | -------------------------- | -------------------------- |
| 鳥羽町       | 鳥羽町                     | 鳥羽町                   | 1954年11月1日 合併為鳥羽市 | 1954年11月1日 合併為鳥羽市 | 1954年11月1日 合併為鳥羽市 | 1954年11月1日 合併為鳥羽市 |
| 坂手村       | 坂手村                     | 1942年6月10日 併入鳥羽町 | 1954年11月1日 合併為鳥羽市 | 1954年11月1日 合併為鳥羽市 | 1954年11月1日 合併為鳥羽市 | 1954年11月1日 合併為鳥羽市 |
| 答志村       | 答志村                     | 答志村                   | 1954年11月1日 合併為鳥羽市 | 1954年11月1日 合併為鳥羽市 | 1954年11月1日 合併為鳥羽市 | 1954年11月1日 合併為鳥羽市 |
| 答志村       | 1897年5月31日 設立菅島村。 |                          | 1954年11月1日 合併為鳥羽市 | 1954年11月1日 合併為鳥羽市 | 1954年11月1日 合併為鳥羽市 | 1954年11月1日 合併為鳥羽市 |
| 答志村       | 1897年5月31日 設立桃取村。 |                          | 1954年11月1日 合併為鳥羽市 | 1954年11月1日 合併為鳥羽市 | 1954年11月1日 合併為鳥羽市 | 1954年11月1日 合併為鳥羽市 |
| 神島村       |                            |                          | 1954年11月1日 合併為鳥羽市 | 1954年11月1日 合併為鳥羽市 | 1954年11月1日 合併為鳥羽市 | 1954年11月1日 合併為鳥羽市 |
| 加茂村       |                            |                          | 1954年11月1日 合併為鳥羽市 | 1954年11月1日 合併為鳥羽市 | 1954年11月1日 合併為鳥羽市 | 1954年11月1日 合併為鳥羽市 |
| 鏡浦村       |                            |                          | 1954年11月1日 合併為鳥羽市 | 1954年11月1日 合併為鳥羽市 | 1954年11月1日 合併為鳥羽市 | 1954年11月1日 合併為鳥羽市 |
| 長岡村       |                            |                          | 1954年11月1日 合併為鳥羽市 | 1954年11月1日 合併為鳥羽市 | 1954年11月1日 合併為鳥羽市 | 1954年11月1日 合併為鳥羽市 |

## 交通

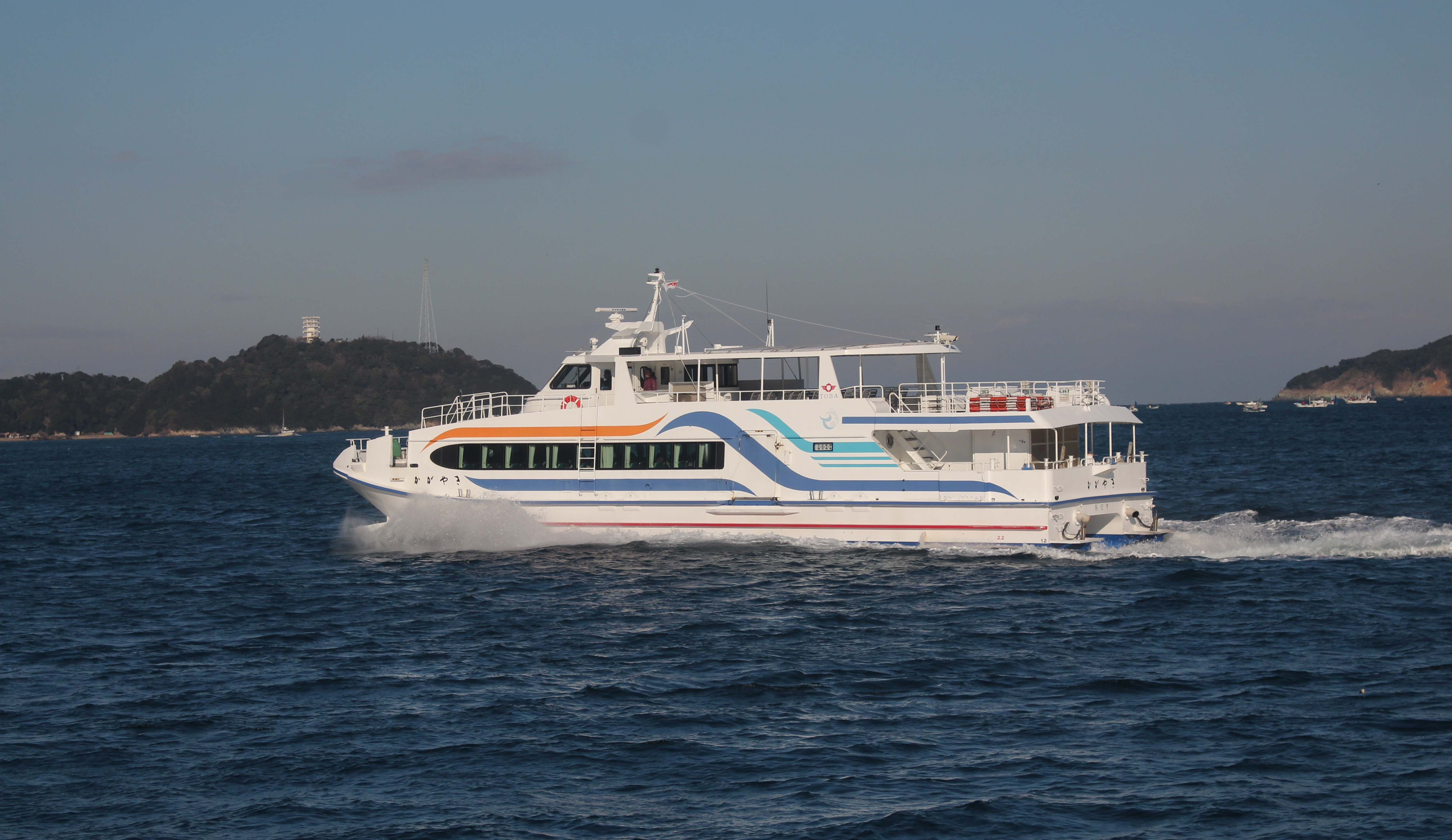
行駛中的鳥羽市營定期船

鳥羽市內的主要車站為鳥羽車站，可經由東海旅客鐵道的参宮線及近畿日本鐵道的鳥羽線通往三重縣北部；對外公路則有國道42號及國道167號，其中國道167號在與北側伊勢市之間有快速道路第二伊勢道路，往北進入伊勢市後可再經伊勢二見鳥羽線接入伊勢自動車道。
市區內的鳥羽港除了有鳥羽市營定期船往返轄內於海灣上的各個島嶼，還有伊勢灣渡輪經營可以往返位於伊勢灣對岸愛知縣田原市伊良湖港的渡輪。同時在轄區最東北側的離島神島由於地理位置已經非常接近田原市伊良湖港，因此也有神島觀光船經營往返伊良湖港的渡輪。

### 鐵路
- 東海旅客鐵道
  - 参宮線：（←伊勢市） - 鳥羽車站
- 近畿日本鐵道
  - 鳥羽線：（伊勢市） - 池之浦車站 - 鳥羽車站
  - 志摩線：鳥羽車站 - 中之鄉車站 - 志摩赤崎車站 - 船津車站 - 加茂車站 - 松尾車站 - 白木車站 - （志摩市）

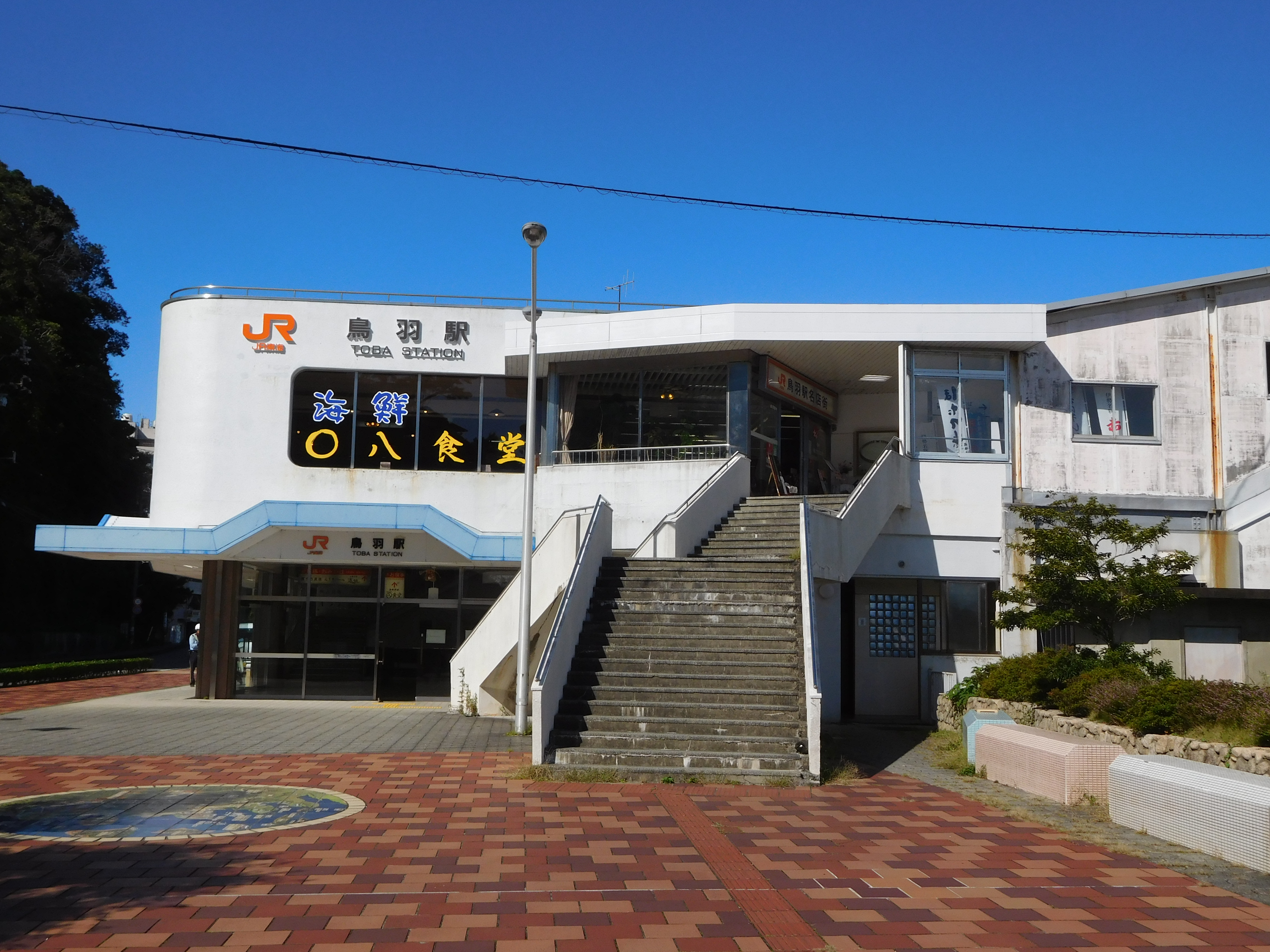
JR鳥羽車站
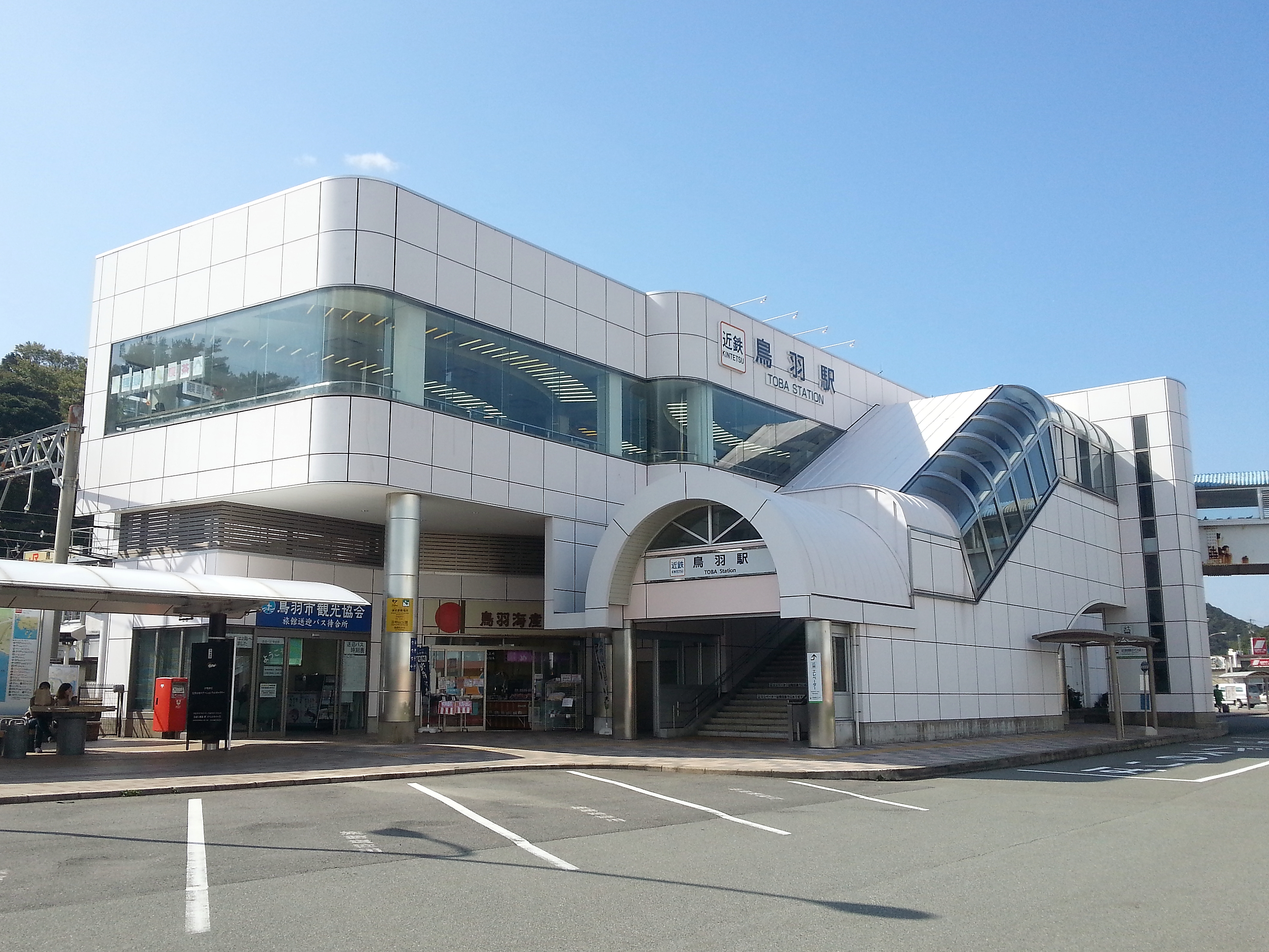
近鐵鳥羽車站
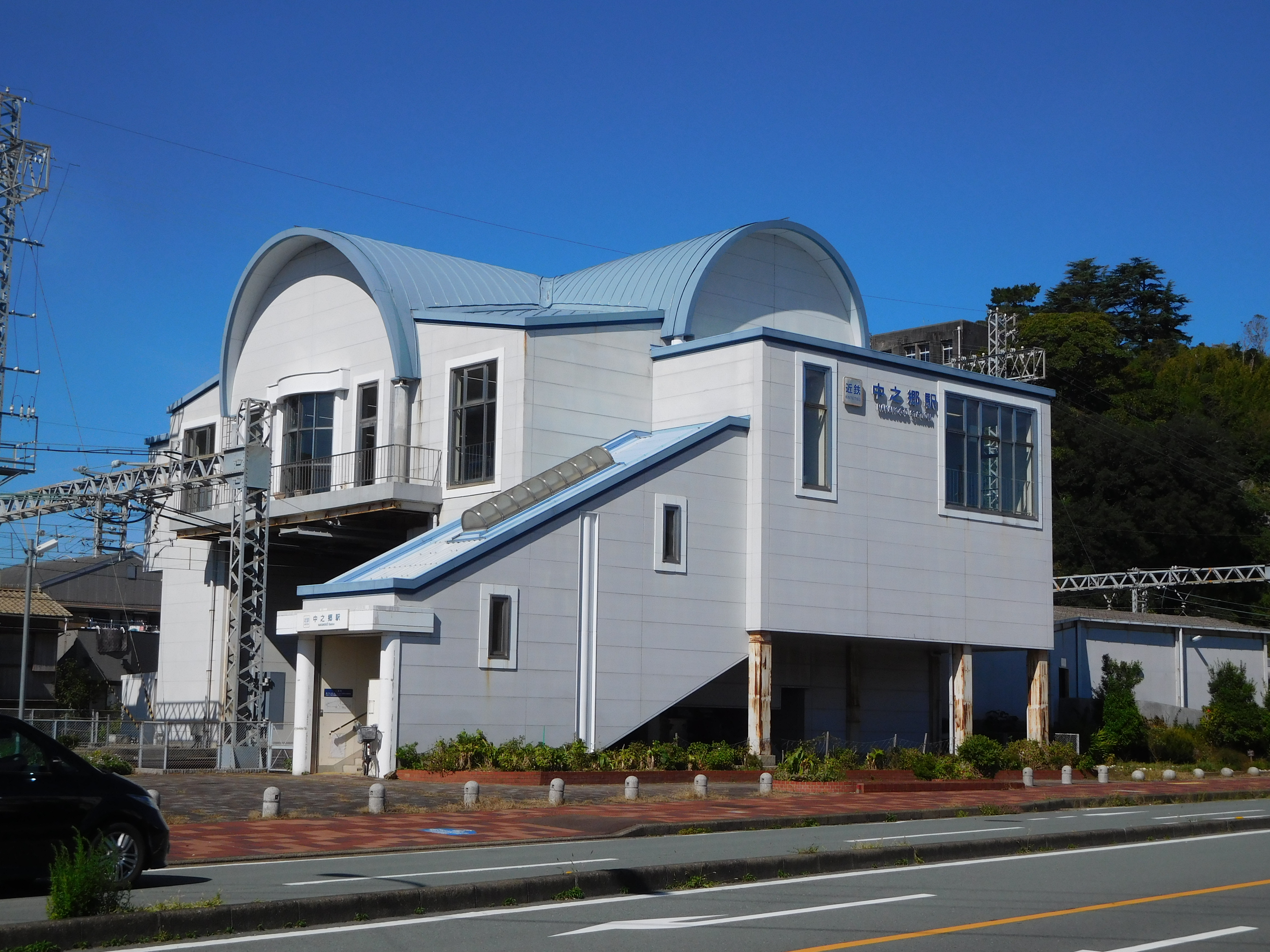
中之鄉車站
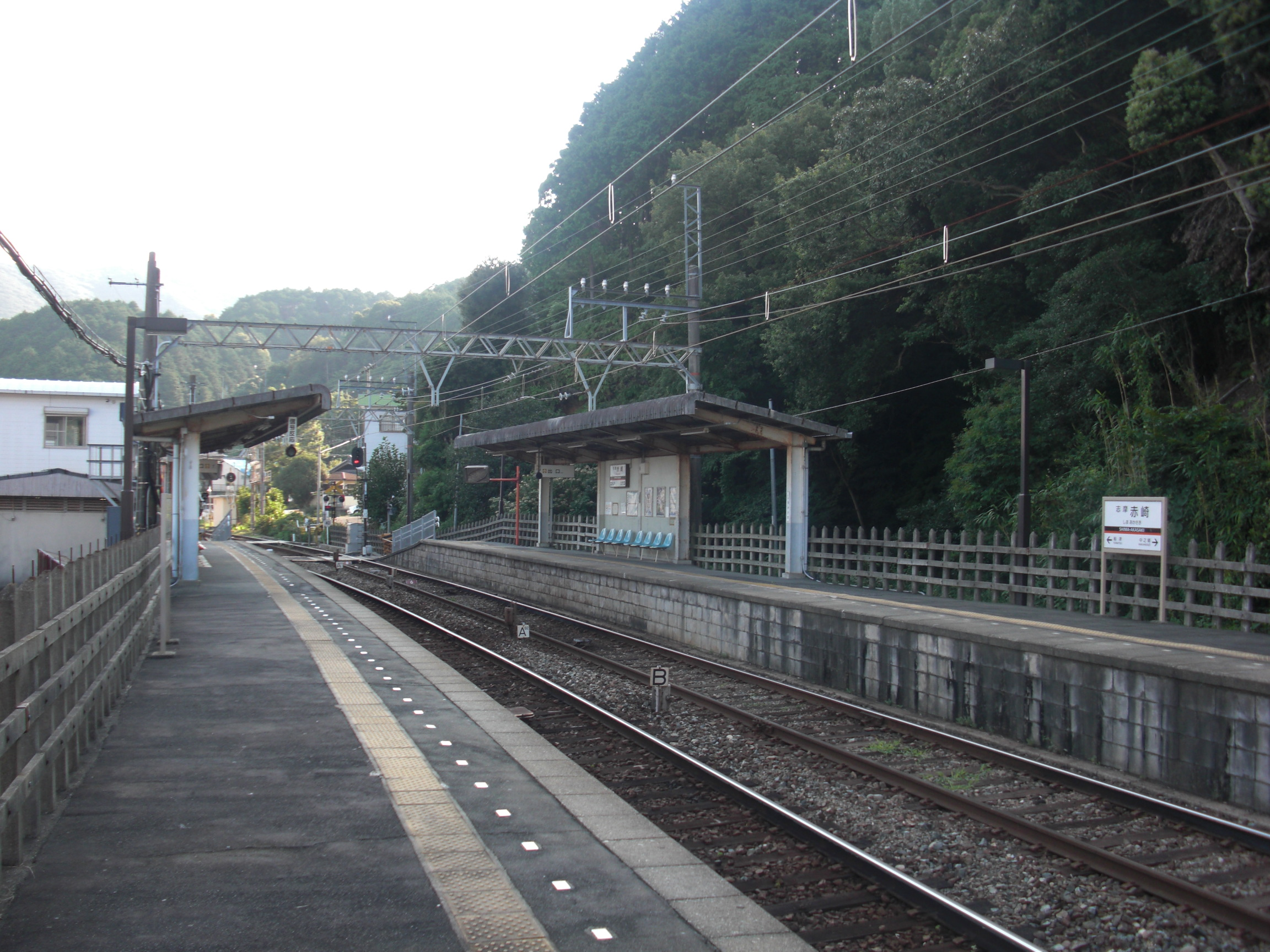
志摩赤崎車站
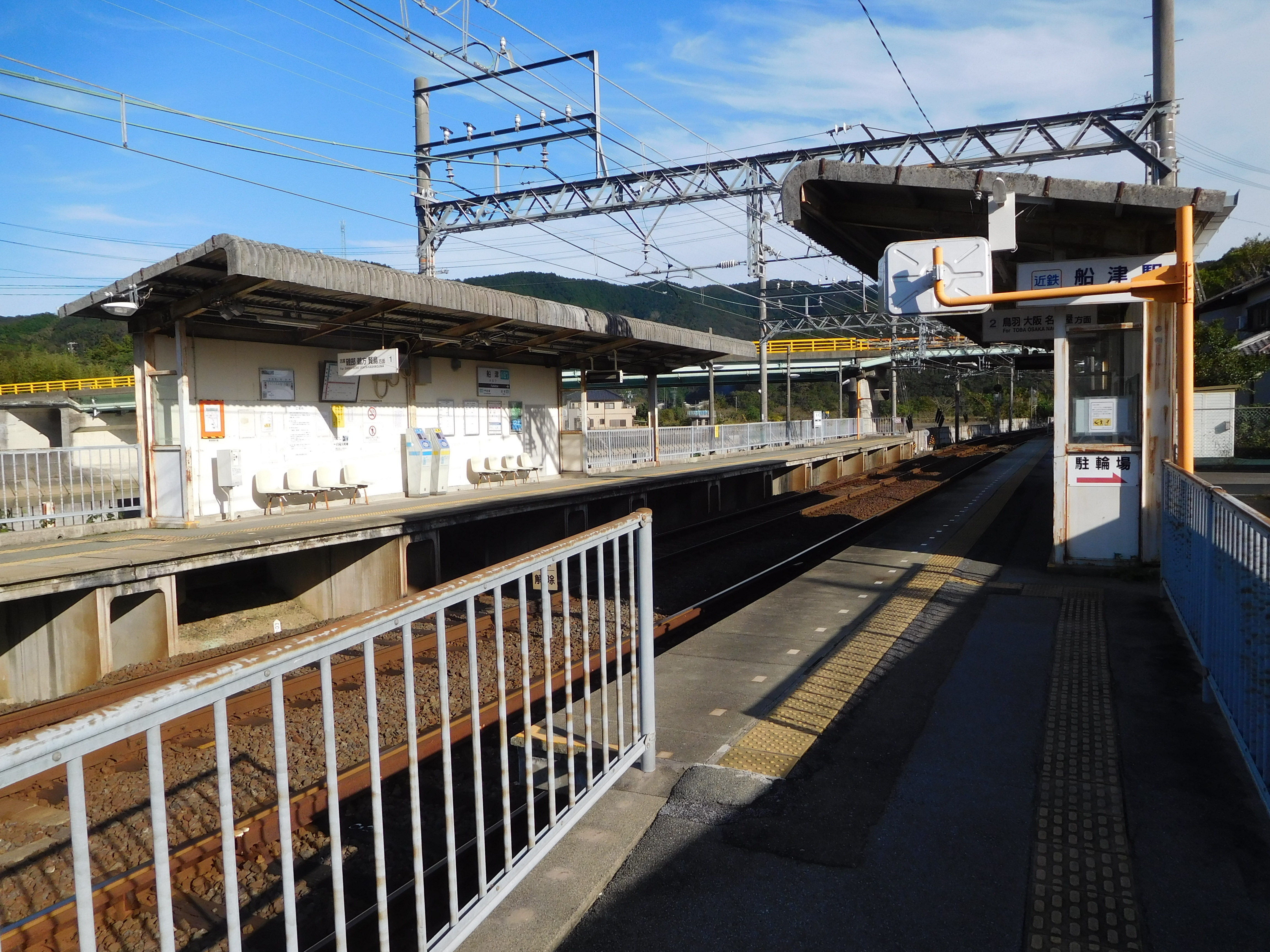
船津車站

### 公路
快速道路
- 第二伊勢道路：（伊勢市） - 鳥羽南・白木交流道（日语：鳥羽南・白木インターチェンジ）

## 觀光資源
鳥羽全市轄區都屬於伊勢志摩國立公園的範圍，擁有包括神島、菅島、答志島、坂手島、誓願島、日向島、大築海島、小築海島、ミキモト真珠島御木本真珠島在內的多個島嶼，加上自古以來的海女文化及珍珠養殖產業，成為同時具有豐富自然景觀及歷史文化的城市。
志摩海洋娛樂在鳥羽市的海灣內開設有觀光遊覽船，可在海灣中各島嶼之間往返並欣賞海上景色。
ミキモト真珠島御木本真珠島內設有珍珠博物館，全島也成為以珍珠為主題的觀光景點。
鳥羽水族館共有12個重現自然環境的區域，並在其中飼養、展示了約1,200種的水中生物，目前也是全日本飼養種類最多的水族館。

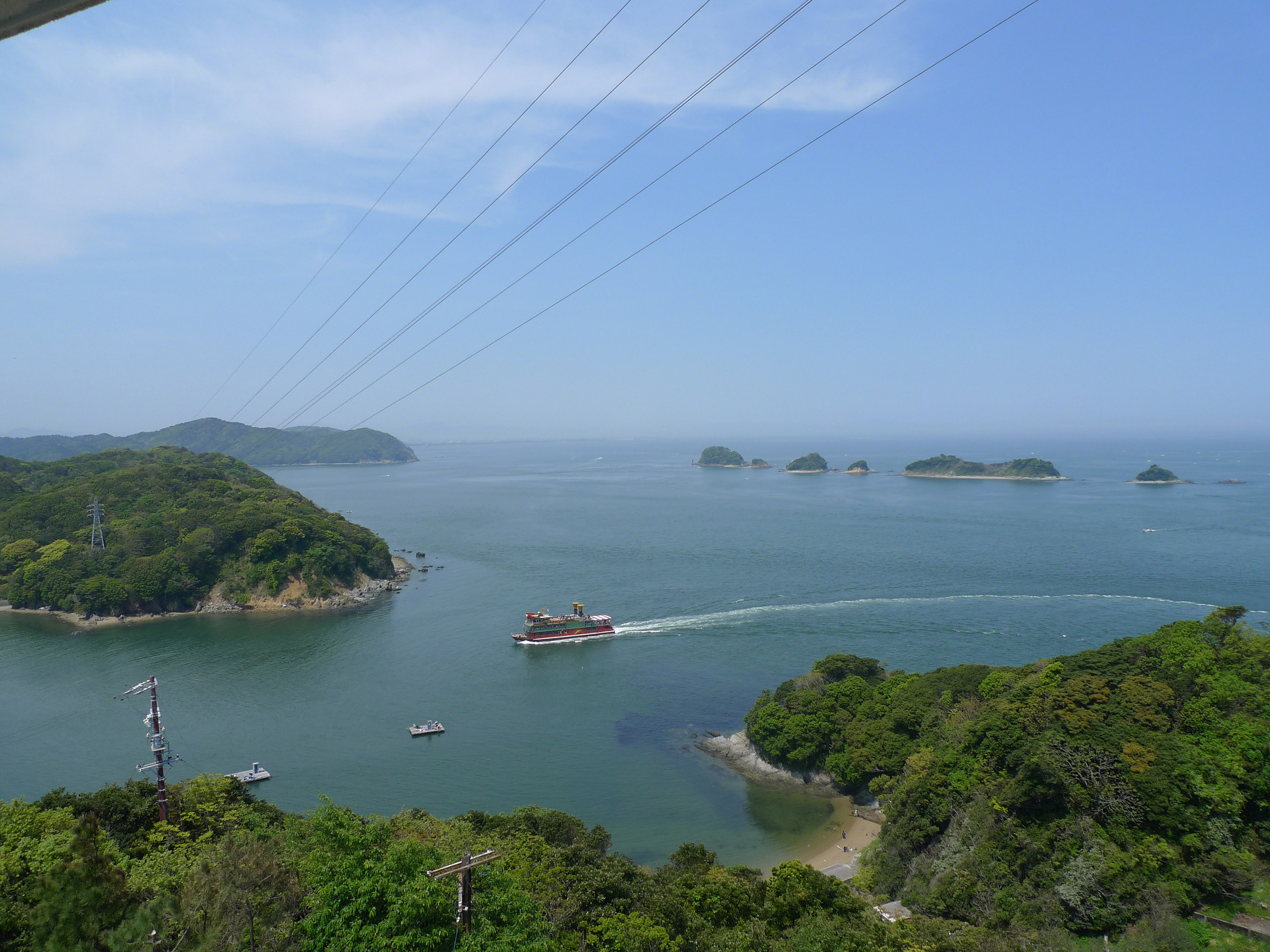
海灣內景色
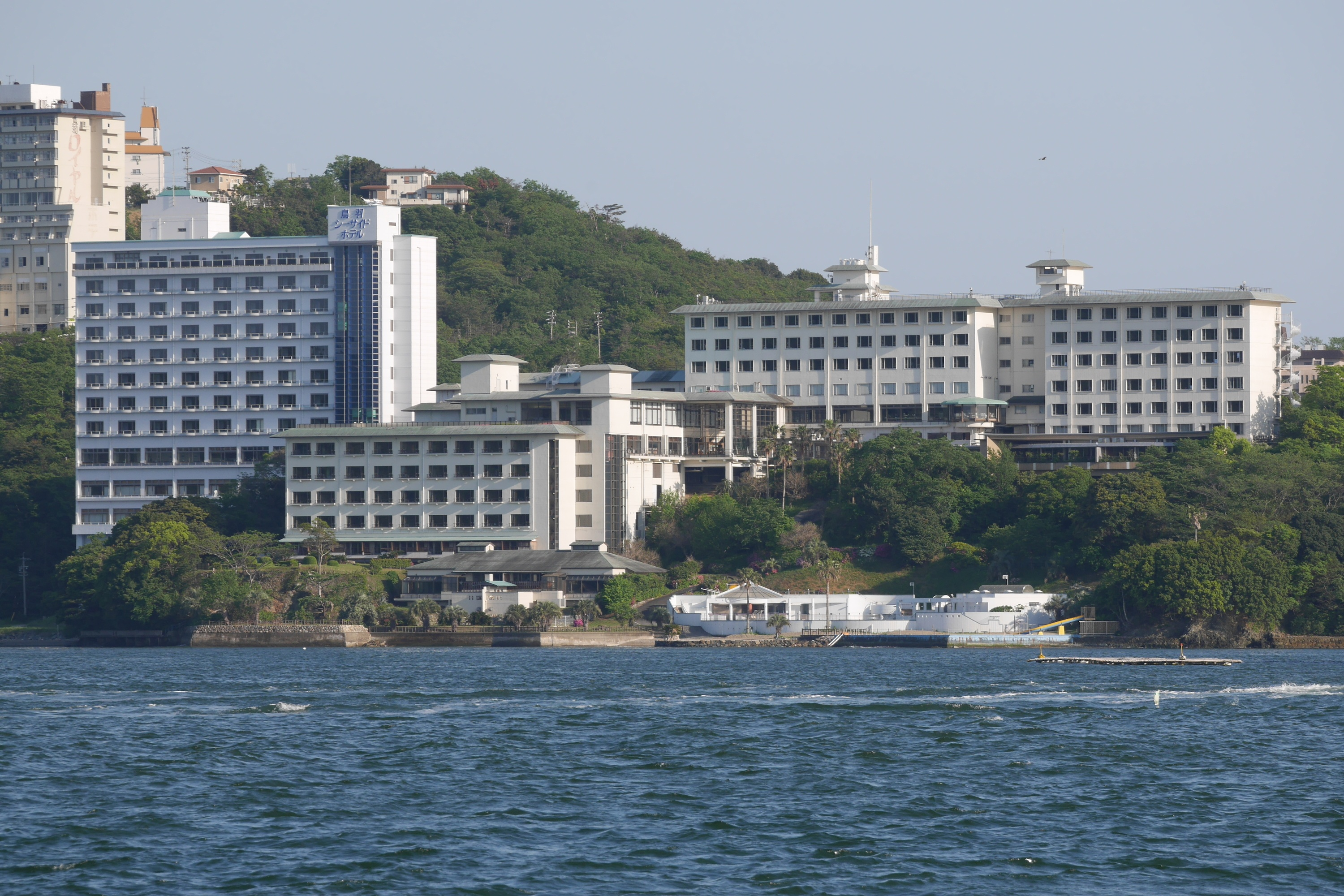
汤巡海百景
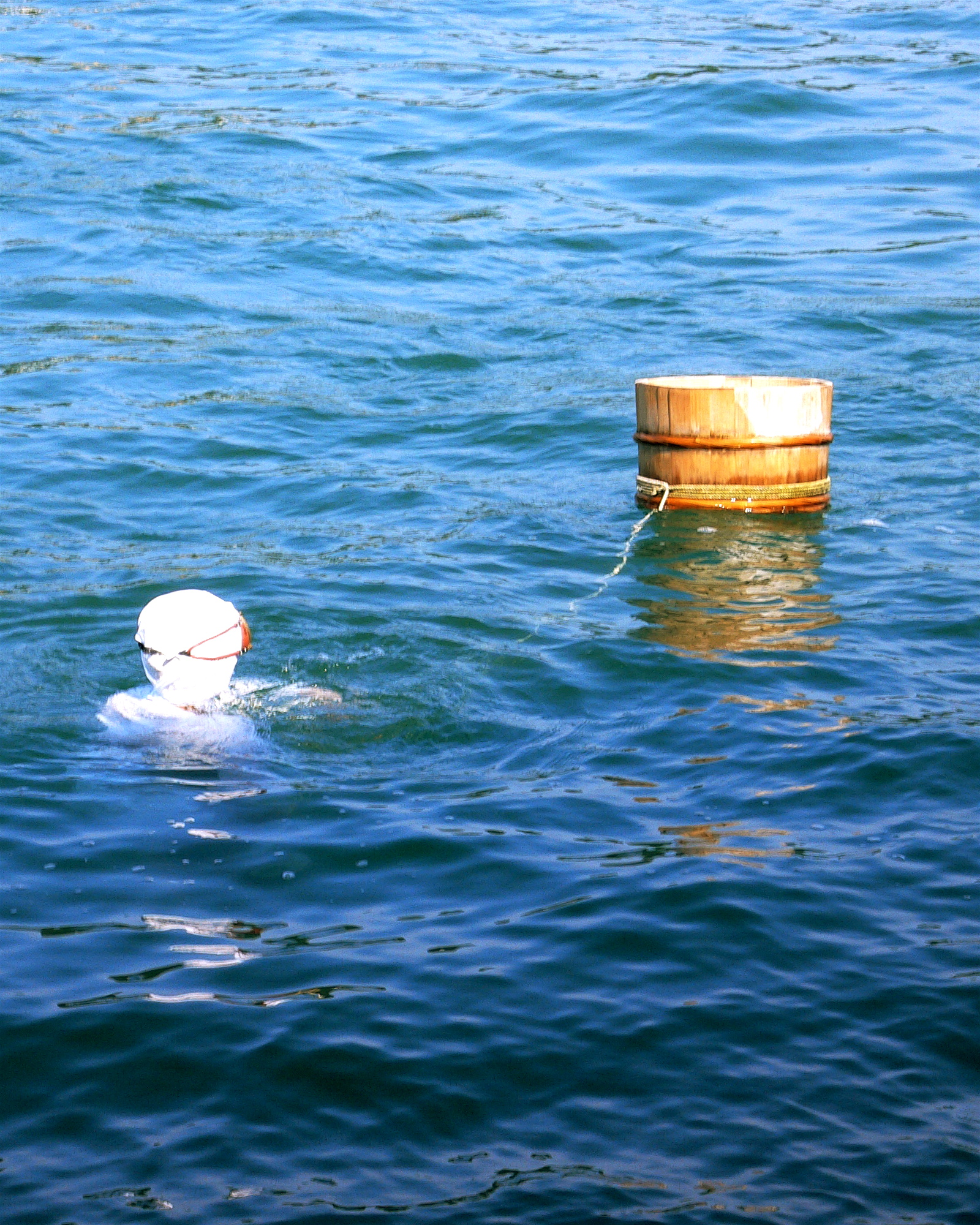
鳥羽的海女
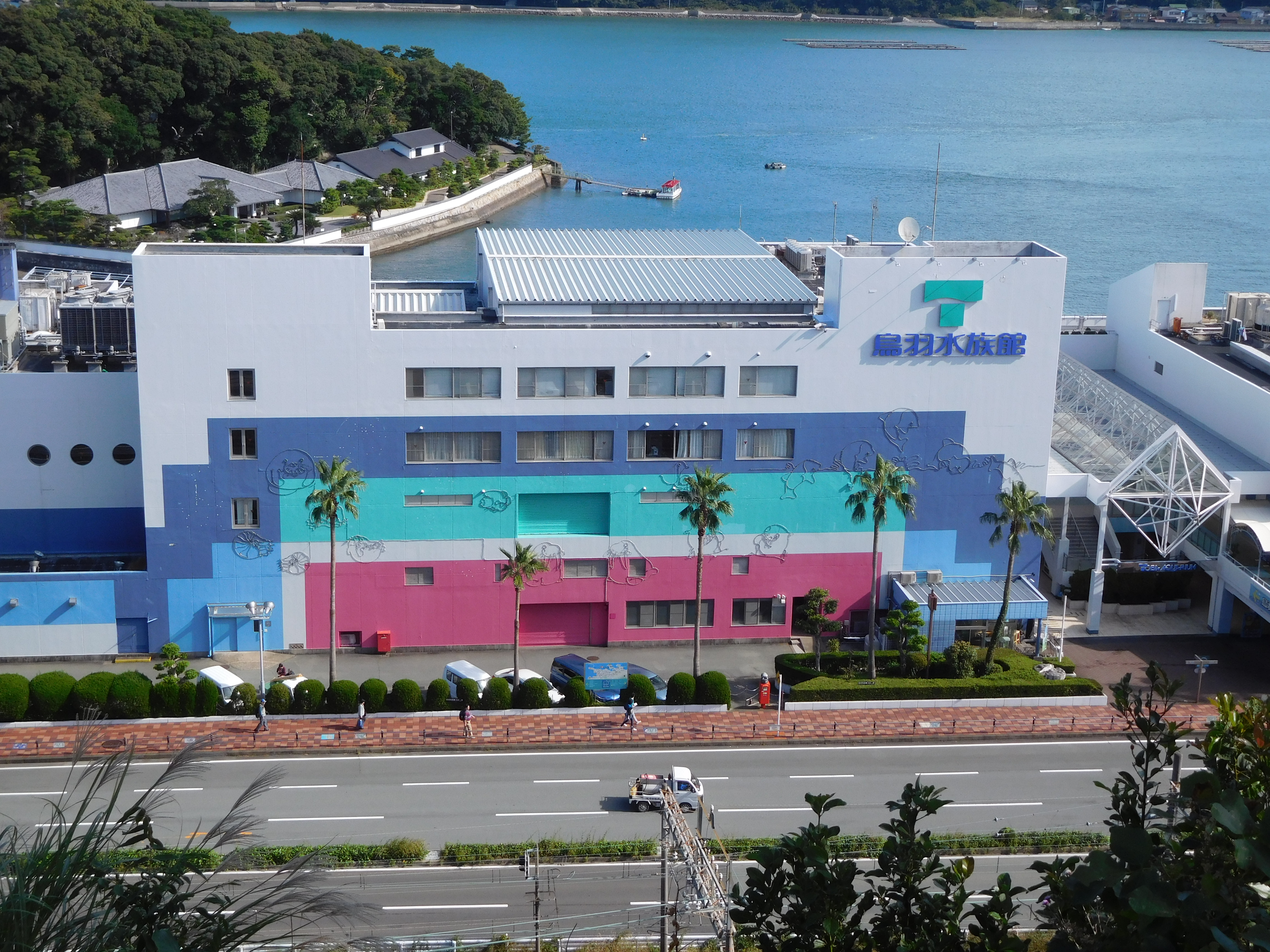
鳥羽水族館
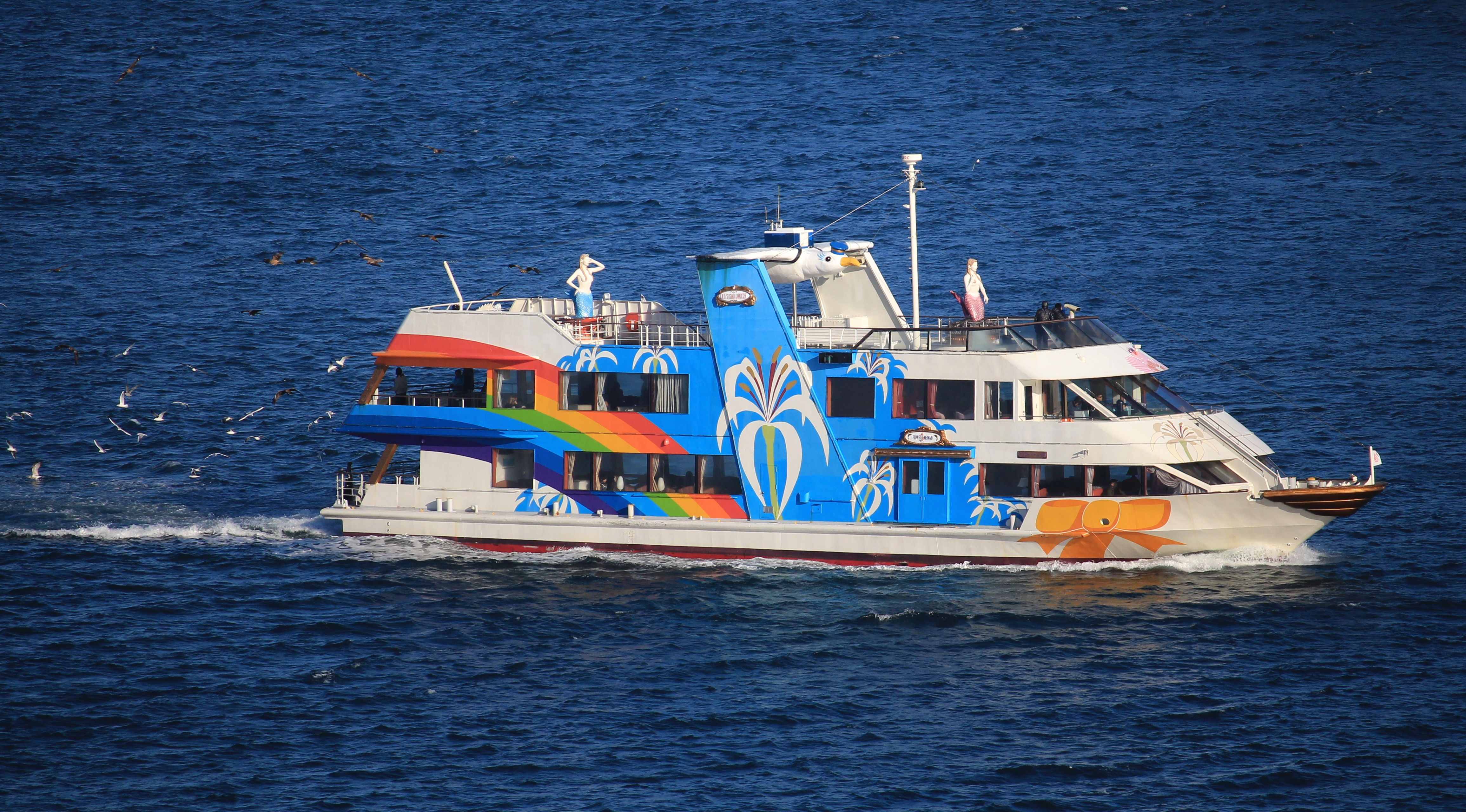
志摩海洋娛樂的觀光遊覽船－花美人魚
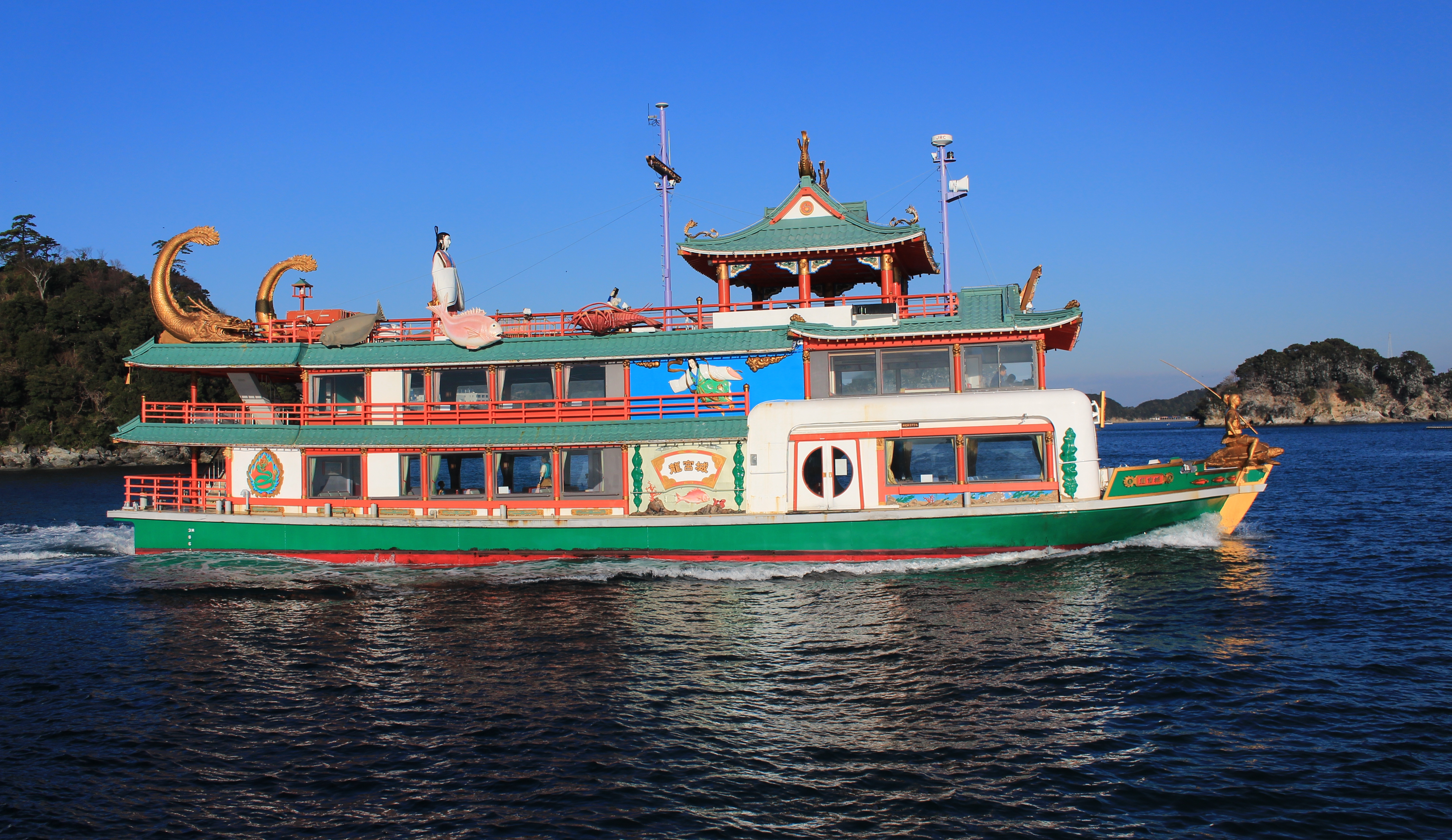
志摩海洋娛樂的觀光遊覽船－龍宮城

## 教育

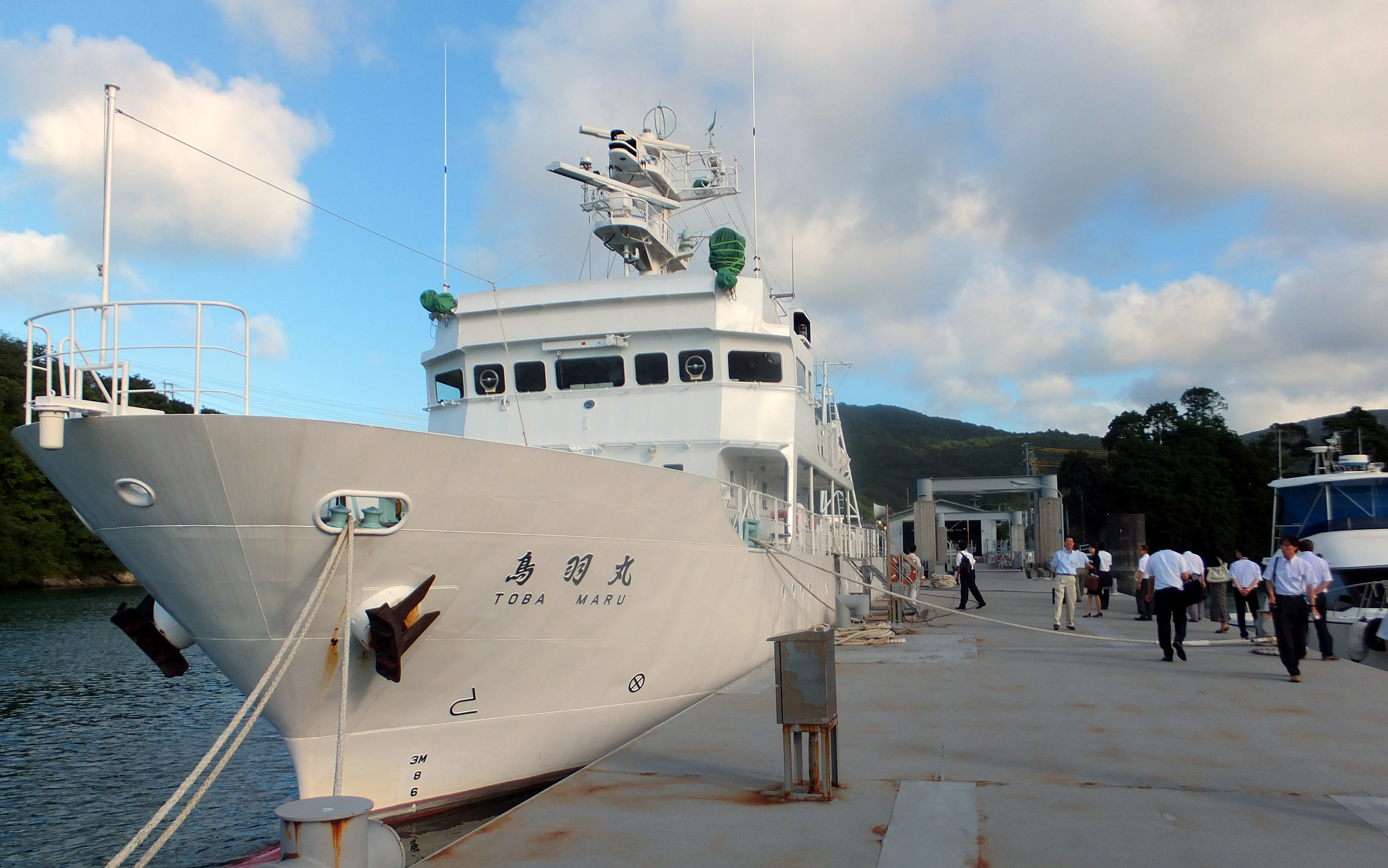
鳥語商船高等專門學校的練習船-鳥羽丸

名古屋大學在菅島西側設有臨海實驗所，過去原本是作為研究海洋科學的研究，目前則是在研究脊索動物。
轄內還有國立鳥羽商船高等專門學校，為日本國內五所培養商船人才的商船高等專門學校之一。

## 姊妹、友好城市

### 日本
- 三田市（兵庫縣）
由於建立鳥羽藩（日语：鳥羽藩）的九鬼氏（日语：九鬼氏）後來被轉封至三田藩，也就位於現在的三田市；兩地即因九鬼氏的緣故於2011年締結為友好城市。

### 海外
- 圣巴巴拉（美國加州聖巴巴拉縣）
兩地於1966年締結為姊妹城市。

## 當地出身名人
- 御木本幸吉：企業家，被譽為珍珠之王。

## 外部連結
- （日語） 官方网站
- （日語） 鳥羽市的Facebook專頁
- （日語） 鳥羽市觀光協會 （页面存档备份，存于）
- （日語） 鳥羽市觀光情報站 （页面存档备份，存于）
- （日語）維客旅行上的鳥羽市 （页面存档备份，存于）
- OpenStreetMap上有關鳥羽市的地理